# 90 (число)
90 (дев'яно́сто, рідше дев'ятдеся́т) — натуральне число між 89 і 91.

## Назва
Слово «дев'яносто» є унікальною східнослов'янською лексемою, невідомою в інших слов'янських мовах, окрім давньопольського dziewiętnosto (1420 рік). Воно вважається похідним від прасл. *devę(t)nòsъto < пра-і.є. *h₁néwn̥(d)ḱomtom («дев'ять десятків»). За менш правдоподібною версією, «дев'яносто» утворене від словосполучення *дев'ять-до-ста — з наступною дисиміляцією д — н, або від *деся-до-ста.
Слово «дев'ятьдесят» нетипове для східнослов'янських мов, в Україні поширене в південно-західних говірках. У західнослов'янських і південнослов'янських, навпаки, вживається тільки лексема «дев'ятьдесят» (пол. dziewięćdziesiąt, чеськ. devadesát, болг. і мак. деведесет, серб. деведесет/devedeset, словен. devétdeset, староцерк.-слов. девѧть десѧтъ). Походить від прасл. *devętь desętъ («дев'ять десятків»).
У старих словниках для позначення числа «90» трапляється форма «дев'ятьдесят» (у «Словарі Грінченка» наводиться тільки ця форма), у сучасних словниках (СУМ-11, СУМ-20) — форма «дев'яносто», а «дев'ятьдесят» позначена «діал.».

## Позначення
- З XIV століття у кириличній цифірі позначалося буквою Ч («червь»), раніше — грецькою буквою Ҁ («коппа»).

## Математика
- 90° — прямий кут.
- 90 це Складене число.
- Сума цифр числа 90 — 9.
- Добуток цифр числа 90 — 0.
- 90 ділиться на 1, 2, 3, 5, 6, 9, 10, 15, 18, 30, 45.

## У науці
- Атомний номер хімічного елементу торію.
- У Новому загальному каталозі позначається об'єкт NGC 90 — галактика типу SBc у сузір'ї Андромеда.
- У Каталозі Мессьє позначається об'єкт Мессьє M90.

## В інших сферах
- 90 рік; 90 рік до н. е., 1990 рік
- ASCII-код символу «Z»
- У Сполучених Штатах Національний закон про максимальну швидкість забороняв обмеження швидкості вище 90 км/год з 1974 по 1987 рік.